# Carmelo Robledo
Carmelo Robledo   (Buenos Aires, 13 de juliol de 1912 - 9 de novembre de 1961) va ser un boxejador argentí guanyador de la medalla d'or als Jocs Olímpics d'estiu de 1932 en la categoria de pes ploma. Va obtenir la seva medalla d'or olímpica després d'una victòria sobre el boxejador alemany Josef Schleinkofer.